# Зелёный Гай (Брагиновский сельский совет)
Зелёный Гай (укр. Зелений Гай) — село,
Брагиновский сельский совет,
Петропавловский район,
Днепропетровская область,
Украина.
Код КОАТУУ — 1223881003. Население по переписи 2001 года составляло 45 человек.

## Географическое положение
Село Зелёный Гай находится на правом берегу реки Самара,
выше по течению на расстоянии в 4,5 км расположено село Кохановка,
ниже по течению на расстоянии в 2,5 км расположено село Шевченко,
на противоположном берегу — пгт Петропавловка.
На расстоянии в 1,5 км расположено село Богиновка.
Река в этом месте извилистая, образует лиманы, старицы и заболоченные озёра.